# Mirna Hechavarría
Mirna Hechavarría (11 de marzo de 1985) es una deportista cubana que compitió en taekwondo. Ganó una medalla de bronce en los Juegos Panamericanos de 2007 en la categoría de +67 kg.

## Palmarés internacional
| Juegos Panamericanos | Juegos Panamericanos    | Juegos Panamericanos | Juegos Panamericanos |
| Año                  | Lugar                   | Medalla              | Categoría            |
| -------------------- | ----------------------- | -------------------- | -------------------- |
| 2007                 | Río de Janeiro (Brasil) | Medalla de bronce    | +67 kg               |